# Gulddivisionen
Gulddivisionen är en travserie i Sverige för "de allra bästa hästarna" – hästar som tjänat över 1,5 miljoner kronor. Loppen går av stapeln inom ramen för V75-spelet varje lördag vid olika travbanor runt om i landet och är den högsta divisionen av de fem divisioner som ingår i travets elitserie V75.

## Finaler
Efter Gulddivisionsförsökslopp under varje V75-lördag i cirka två månader möts de bäst placerade hästarna i ett finallopp. Sedan 2014 äger totalt sex finalomgångar rum varje år. I Gulddivisionens final var fram till 2018 förstapris normalt 250 000 kronor. År 2018 höjdes förstapris till 400 000 kronor. Sedan 2011 utgörs majmånads finallopp av H.K.H. Prins Daniels Lopp, där vinnaren dessutom bjuds in till Elitloppet på Solvalla. Finalloppet i november är Konung Carl XVI Gustafs Silverhäst. Samtliga Gulddivisionsfinaler är Grupp 2-lopp, det vill säga lopp av näst högsta internationella klass.

## Finalvinnare
| År   | Månad | Bana       | Häst               | Kusk               | Tränare           | Odds  | Tid     | Distans |
| ---- | ----- | ---------- | ------------------ | ------------------ | ----------------- | ----- | ------- | ------- |
|      |       |            |                    |                    |                   |       |         |         |
|      |       |            |                    |                    |                   |       |         |         |
|      |       |            |                    |                    |                   |       |         |         |
|      |       |            |                    |                    |                   |       |         |         |
| 2022 | feb   | Solvalla   | Hazard Boko        | Per Lennartsson    | Per Lennartsson   | 6,57  | 1.13,6  | 2140 m  |
| 2021 | dec   | Solvalla   | Gareth Boko        | Magnus A Djuse     | Jerry Riordan     | 15,29 | 1.12,3  | 2140 m  |
| 2021 | nov   | Solvalla   | Brother Bill       | Jorma Kontio       | Timo Nurmos       | 3,45  | 1.12,0  | 2140 m  |
| 2021 | maj   | Gävle      | Gareth Boko        | Magnus A Djuse     | Jerry Riordan     | 3,60  | 1.09,6  | 1609 m  |
| 2021 | mars  | Solvalla   | Disco Volante      | Ulf Ohlsson        | Stefan Melander   | 6,10  | 1.11,7  | 2140 m  |
| 2021 | feb   | Solvalla   | Antonio Trot       | Claes Sjöström     | Timo Nurmos       | 4,74  | 1.12,4  | 2140 m  |
| 2020 | dec   | Solvalla   | Very Kronos        | Erik Adielsson     | Svante Båth       | 1,82  | 1.11,9  | 2140 m  |
| 2020 | nov   | Solvalla   | Very Kronos        | Erik Adielsson     | Svante Båth       | 7,55  | 1.10,9  | 2140 m  |
| 2020 | maj   | Gävle      | Racing Mange       | Joakim Lövgren     | Joakim Lövgren    | 5,22  | 1.09,7  | 1609 m  |
| 2020 | mar   | Solvalla   | Disco Volante      | Ulf Ohlsson        | Stefan Melander   | 2,23  | 1.10,9  | 2140 m  |
| 2020 | feb   | Solvalla   | Elian Web          | Jorma Kontio       | Katja Melkko      | 1,66  | 1.12,5  | 2140 m  |
| 2019 | dec   | Solvalla   | Stepping Spaceboy  | Stefan Söderkvist  | Admir Zukanovic   | 6,56  | 1.12,2  | 2140 m  |
| 2019 | nov   | Solvalla   | Global Trustworthy | Jorma Kontio       | Timo Nurmos       | 4,13  | 1.12,1  | 2140 m  |
| 2019 | sept  | Solvalla   | Global Trustworthy | Jorma Kontio       | Timo Nurmos       | 3,71  | 1.12,0  | 2140 m  |
| 2019 | maj   | Gävle      | Sorbet             | Örjan Kihlström    | Daniel Redén      | 2,34  | 1.10,2  | 1609 m  |
| 2019 | mars  | Solvalla   | Milligan's School  | Ulf Eriksson       | Stefan Melander   | 3,49  | 1.11,6  | 2140 m  |
| 2019 | feb   | Åby        | Sorbet             | Örjan Kihlström    | Daniel Redén      | 3,40  | 1.13,7  | 2140 m  |
| 2018 | dec   | Solvalla   | Jairo              | Joakim Lövgren     | Joakim Lövgren    | 8,80  | 1.12,6  | 2140 m  |
| 2018 | nov   | Solvalla   | Nadal Broline      | Ulf Ohlsson        | Reijo Liljendahl  | 4,17  | 1.11,9  | 2140 m  |
| 2018 | sept  | Solvalla   | Heavy Sound        | Kenneth Haugstad   | Daniel Redén      | 3,30  | 1.11,0  | 2140 m  |
| 2018 | maj   | Gävle      | Heavy Sound        | Kenneth Haugstad   | Daniel Redén      | 6,04  | 1.09,2  | 1609 m  |
| 2018 | april | Solvalla   | Zenit Brick        | Kim Eriksson       | Timo Nurmos       | 2,29  | 1.11,5  | 2140 m  |
| 2018 | feb   | Solvalla   | Zenit Brick        | Björn Goop         | Timo Nurmos       | 2,98  | 1.11,7  | 2140 m  |
| 2017 | dec   | Solvalla   | Zenit Brick        | Björn Goop         | Timo Nurmos       | 1.99  | 1.14,6  | 2140 m  |
| 2017 | nov   | Solvalla   | VästerboontheNews  | Örjan Kihlström    | Lars Brindeborg   | 2.70  | 1.11,5  | 2140 m  |
| 2017 | okt   | Solvalla   | Poochai            | Erik Adielsson     | Svante Båth       | 44.98 | 1.11,7  | 2140 m  |
| 2017 | maj   | Gävle      | Workout Wonder     | Tomi Kylliäinen    | Jarno Kauhanen    | 12.36 | 1.10,0  | 1609 m  |
| 2017 | april | Solvalla   | Kadett C.D.        | Robert Bergh       | Robert Bergh      | 63.36 | 1.11,5  | 2140 m  |
| 2017 | feb   | Solvalla   | On Track Piraten   | Johnny Takter      | Hans R. Strömberg | 1.16  | 1.12,4  | 2140 m  |
| 2016 | dec   | Solvalla   | On Track Piraten   | Johnny Takter      | Hans R. Strömberg | 1.31  | 1.12,4  | 2140 m  |
| 2016 | nov   | Solvalla   | On Track Piraten   | Johnny Takter      | Hans R. Strömberg | 1.55  | 1.12,7  | 2140 m  |
| 2016 | sept  | Solvalla   | Shadow Woodland    | Björn Goop         | Reijo Liljendahl  | 4.09  | 1.11,2  | 2140 m  |
| 2016 | maj   | Gävle      | Volstead           | Stefan Melander    | Stefan Melander   | 5.79  | 1.09,8  | 1609 m  |
| 2016 | april | Solvalla   | On Track Piraten   | Johnny Takter      | Hans R. Strömberg | 2.05  | 1.11,6  | 2140 m  |
| 2016 | feb   | Solvalla   | Spring Erom        | Örjan Kihlström    | Dan Widegren      | 22.77 | 1.12,9  | 2140 m  |
| 2015 | dec   | Solvalla   | On Track Piraten   | Johnny Takter      | Hans R. Strömberg | 2.57  | 1.12,2  | 2140 m  |
| 2015 | nov   | Solvalla   | Delicious U.S.     | Örjan Kihlström    | Daniel Redén      | 1.23  | 1.12,8  | 2140 m  |
| 2015 | sept  | Solvalla   | Global Money       | Robert Bergh       | Robert Bergh      | 5.03  | 1.11,6  | 2140 m  |
| 2015 | maj   | Gävle      | Mosaique Face      | Lutfi Kolgjini     | Lutfi Kolgjini    | 7.17  | 1.09,0  | 1609 m  |
| 2015 | mars  | Solvalla   | Digital Ink        | Örjan Kihlström    | Stefan Melander   | 2.04  | 1.11,4  | 2140 m  |
| 2015 | feb   | Solvalla   | Digital Ink        | Örjan Kihlström    | Stefan Melander   | 1.39  | 1.13,1  | 2140 m  |
| 2014 | dec   | Solvalla   | Digital Ink        | Örjan Kihlström    | Stefan Melander   | 1.80  | 1.13,2  | 2140 m  |
| 2014 | nov   | Solvalla   | Nahar              | Robert Bergh       | Robert Bergh      | 9.31  | 1.10,5  | 2140 m  |
| 2014 | sept  | Solvalla   | On Track Piraten   | Johnny Takter      | Hans R. Strömberg | 2.93  | 1.11,5  | 2140 m  |
| 2014 | maj   | Gävle      | Truculent          | Johnny Takter      | Lars I. Nilsson   | 5.14  | 1.09,5  | 1609 m  |
| 2014 | mars  | Solvalla   | Sanity             | Örjan Kihlström    | Malin Lövgren     | 3.43  | 1.12,1  | 2140 m  |
| 2014 | feb   | Solvalla   | Amaru Boko         | Robert Bergh       | Robert Bergh      | 1.42  | 1.14,1  | 2140 m  |
| 2013 | dec   | Solvalla   | Maharajah          | Örjan Kihlström    | Stefan Hultman    | 1.25  | 1.13,1  | 2140 m  |
| 2013 | nov   | Solvalla   | Womanizer          | Tommi Kylliäinen   | Jarno Kauhanen    | 3.53  | 1.13,0  | 2140 m  |
| 2013 | sept  | Solvalla   | Panne de Moteur    | Örjan Kihlström    | Stefan Hultman    | 2.07  | 1.12,8  | 2140 m  |
| 2013 | aug   | Bergsåker  | Panne de Moteur    | Örjan Kihlström    | Stefan Hultman    | 6.74  | 1.10,9  | 2140 m  |
| 2013 | juni  | Eskilstuna | Deuxieme Picsous   | Johan Untersteiner | Johan Lejon       | 17.47 | 1.12,0  | 2140 m  |
| 2013 | maj   | Gävle      | Nahar              | Robert Bergh       | Robert Bergh      | 8.95  | 1.09,7  | 1609 m  |
| 2013 | feb   | Solvalla   | Strong Boy D.E.    | Joakim Lövgren     | Joakim Lövgren    | 1.84  | 1.16,1  | 2140 m  |
| 2012 | dec   | Solvalla   | Spring Erom        | Erik Adielsson     | Håkan Olofsson    | 2,99  | 1.13,7  | 2140 m  |
| 2012 | nov   | Solvalla   | Friction           | Örjan Kihlström    | Stefan Melander   | 3.62  | 1.11,5  | 2140 m  |
| 2012 | aug   | Bergsåker  | Sebastian K.       | Åke Svanstedt      | Åke Svanstedt     | 2.38  | 1.11,6  | 2140 m  |
| 2012 | juni  | Färjestad  | Oracle             | Erik Adielsson     | Stefan Melander   | 8.33  | 1.11,3  | 2140 m  |
| 2012 | maj   | Gävle      | Brioni             | Joakim Lövgren     | Joakim Lövgren    | 5.84  | 1.09,7  | 1609 m  |
| 2012 | feb   | Solvalla   | Quarcio du Chene   | Björn Goop         | Björn Goop        | 1.27  | 1.13,3  | 2140 m  |
| 2011 | dec   | Solvalla   | Quarcio du Chene   | Björn Goop         | Björn Goop        | 2.16  | 1.12,5  | 2140 m  |
| 2011 | nov   | Solvalla   | Sanity             | Johnny Takter      | Malin Lövgren     | 7.00  | 1.12,1  | 2140 m  |
| 2011 | okt   | Solvalla   | Joke Face          | Lutfi Kolgjini     | Lutfi Kolgjini    | 2.50  | 1.12,9  | 2140 m  |
| 2011 | aug   | Bergsåker  | Joke Face          | Erik Adielsson     | Lutfi Kolgjini    | 5.44  | 1.11,7  | 2140 m  |
| 2011 | juli  | Bergsåker  | Beanie M.M.        | Johnny Takter      | Morten Waage      | 6.66  | 1.11,9  | 2140 m  |
| 2011 | maj   | Gävle      | Viola Silas        | Fredrik Persson    | Fredrik Persson   | 11.35 | 1.10,9  | 1609 m  |
| 2011 | feb   | Solvalla   | Global Investment  | Björn Goop         | Björn Goop        | 5.75  | 1.13,9  | 2140 m  |
| 2010 | dec   | Solvalla   | Jaded              | Örjan Kihlström    | Stefan Hultman    | 2.02  | 1.14,1  | 2140 m  |
| 2010 | nov   | Gävle      | Local Conch        | Flemming Jensen    | Flemming Jensen   | 6.59  | 1.13,8  | 2140 m  |
| 2010 | okt   | Solvalla   | Rakas              | Per Lennartsson    | Per Lennartsson   | 6.55  | 1.13,1  | 2140 m  |
| 2010 | aug   | Bergsåker  | Lisa America       | Torbjörn Jansson   | Jerry Riordan     | 9.29  | 1.12,2  | 2140 m  |
| 2010 | juli  | Eskilstuna | Dust All Over      | Thomas Uhrberg     | Roger Walmann     | 38.06 | 1.11,4  | 2140 m  |
| 2010 | maj   | Solvalla   | Lavec Kronos       | Lutfi Kolgjini     | Lutfi Kolgjini    | 3.18  | 1.11,3  | 1609 m  |
| 2010 | feb   | Solvalla   | Copper Beech       | Conrad Lugauer     | Conrad Lugauer    | 6.08  | 1.14,2  | 2140 m  |
| 2009 | dec   | Solvalla   | Acclaim            | Håkan Eriksson     | Håkan Eriksson    | 13.08 | 1.14,4  | 2140 m  |
| 2009 | nov   | Gävle      | Commander Crowe    | Peter Ingves       | Petri Puro        | 1.15  | 1.16,6  | 2140 m  |
| 2009 | okt   | Solvalla   | Beanie M.M.        | Torbjörn Jansson   | Morten Waage      | 1.76  | 1.12,6g | 2140 m  |
| 2009 | aug   | Bergsåker  | Beanie M.M.        | Torbjörn Jansson   | Morten Waage      | 39.31 | 1.12,1  | 2140 m  |
| 2009 | juli  | Gävle      | Intoxicated        | Örjan Kihlström    | Christina Medin   | 5.44  | 1.11,6  | 2140 m  |
| 2009 | maj   | Solvalla   | Standpoint         | Erik Adielsson     | Stig H. Johansson | 2.12  | 1.11,2  | 1609 m  |
| 2009 | april | Åby        | Triton Sund        | Örjan Kihlström    | Stefan Hultman    | 4.77  | 1.11,1  | 2140 m  |
| 2009 | mars  | Mantorp    | Intoxicated        | Örjan Kihlström    | Christina Medin   | 4.78  | 1.13,7  | 1609 m  |